# Bebeto (cantor)
Roberto Tadeu de Souza (São Paulo, 7 de setembro de 1947), mais conhecido pelo pseudônimo Bebeto, é um cantor e compositor brasileiro.
Foi um dos grandes fomentadores do sub-genero samba-rock nas décadas de 1970 e 1980.

## Discografia
- (2010) Prazer, Eu Sou Bebeto • EMI
- (2002) Os melhores do ano III • Índie Records
- (2002) Suinga Brasil • Abril Music/MZA Music
- (2001) Swing & samba rock
- (2000) Bebeto ao vivo
- (2000) Casa de samba 4 • Universal Music
- (1995) Garra, sangue e raça
- (1992) Bebeto
- (1991) Bebeto 20
- (1989) Sorte
- (1988) Bebeto • RGE
- (1986) Vem me amar
- (1985) Fases
- (1984) Magicamente
- (1983) Simplesmente Bebeto • RCA Victor
- (1982) Guerreiro • RCA Victor
- (1981) Bebeto • Copacabana Discos
- (1981) Batalha maravilhosa
- (1980) Malícia • Copacabana Discos
- (1979) Cheio de razão • Copacabana Discos
- (1977) Esperanças mil • Copacabana Discos